# 李求恩紀念中學
李求恩紀念中學（英語：Lee Kau Yan Memorial School）是一所位於香港九龍新蒲崗的津貼男女中文中學，由香港聖公會東九龍教區於1964年創校，以紀念校祖聖公會港澳教區首位華人會吏長李求恩博士對社會及教會的重大貢獻。

## 歷史
由於聖公會諸聖中學入學人數大增，該校校方與聖公會於1960年起研究各種擴展方案，其後於翌年決定另辦分校，以分流部分學生。由於前諸聖中學校監李求恩於1962年逝世，分校因而命名為「李求恩紀念中學」。
按照原來計劃，此校擬於1963年9月開辦。但直至該年年中，政府才批出校舍用地。
至1964年，李求恩紀念中學正式開辦，並暫借諸聖中學上課，直至1965年3月永久校舍竣工為止；同時，此校自開辦起即以中文授課至今。
因校舍空間不足，加上鄰近油站易生危險，此校曾於2012年競投位於啟德發展區的新建校舍，但不果。

## 歷屆行政人員

### 校監
- 李守慧 先生，JP（1964年-1987年，創校校監兼校長，由同系諸聖中學調任，1975年起兼任聖公會九龍東區小學區監；2006年逝世）
- 李守政 法政牧師（1987年-2002年，為冠名人李求恩兒子）
- 周岐伯 先生（2002年-2004年）[8]
- 管浩鳴 法政牧師，BBS，JP（2004年-2016年）
- 鄒小岳 律師（2016年起，現任校監）

### 校長
- 李守慧 先生，JP（1964年-1987年，創校校長兼校監，由同系諸聖中學調任）
- 李品初 先生（1987年-2006年[9]；由同系聖士提反堂中學調任）
- 賴炳華 先生（2006年-2021年[10]，退休後轉職至東莞暨大港澳子弟學校）
  - 徐曉琦 先生（2021年-2022年，署任校長）
- 林少娟 女士（2022年起，現任校長；由保良局何蔭棠中學轉職）

## 校舍
整個校園分為舊翼和新翼：
- 舊翼：為學校前期主要校舍，中一至中六課室，由建築師關永康設計。除24間課室外，設有圖書館、教員室、電腦室、實驗室、多用途活動室等。
- 新翼：為學校的後加校舍，於1976年落成。有一別緻花園，底層有家政室、語言藝術室、社工室、靈修室等。一樓為教員室、陶藝室、健身室和地理室。二樓為頂層，有美術室和音樂室。曾有修視藝的學生為新翼畫上各式各樣的壁畫，令新翼散發著濃厚的文藝氣氛。

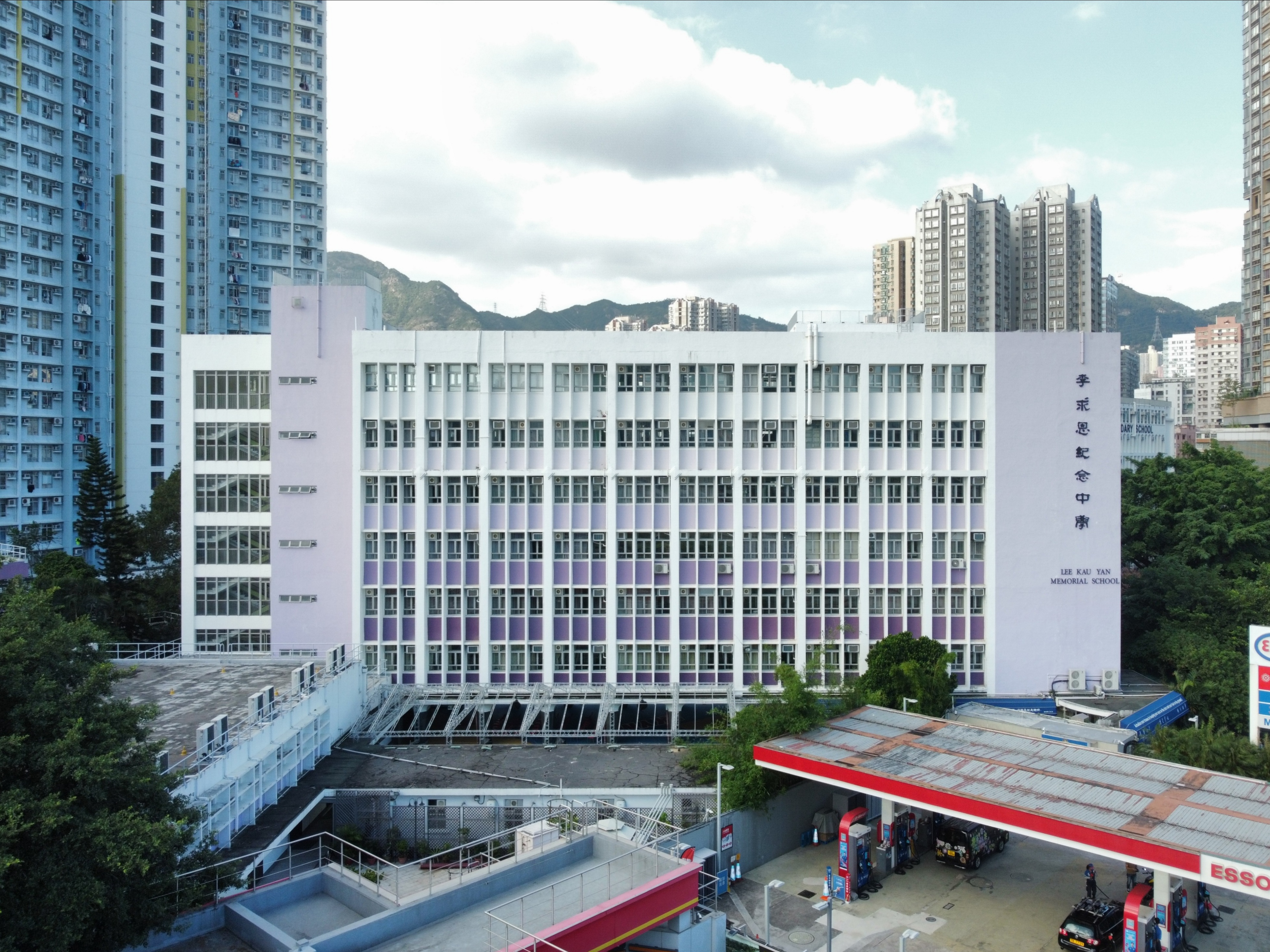
校舍舊翼南面
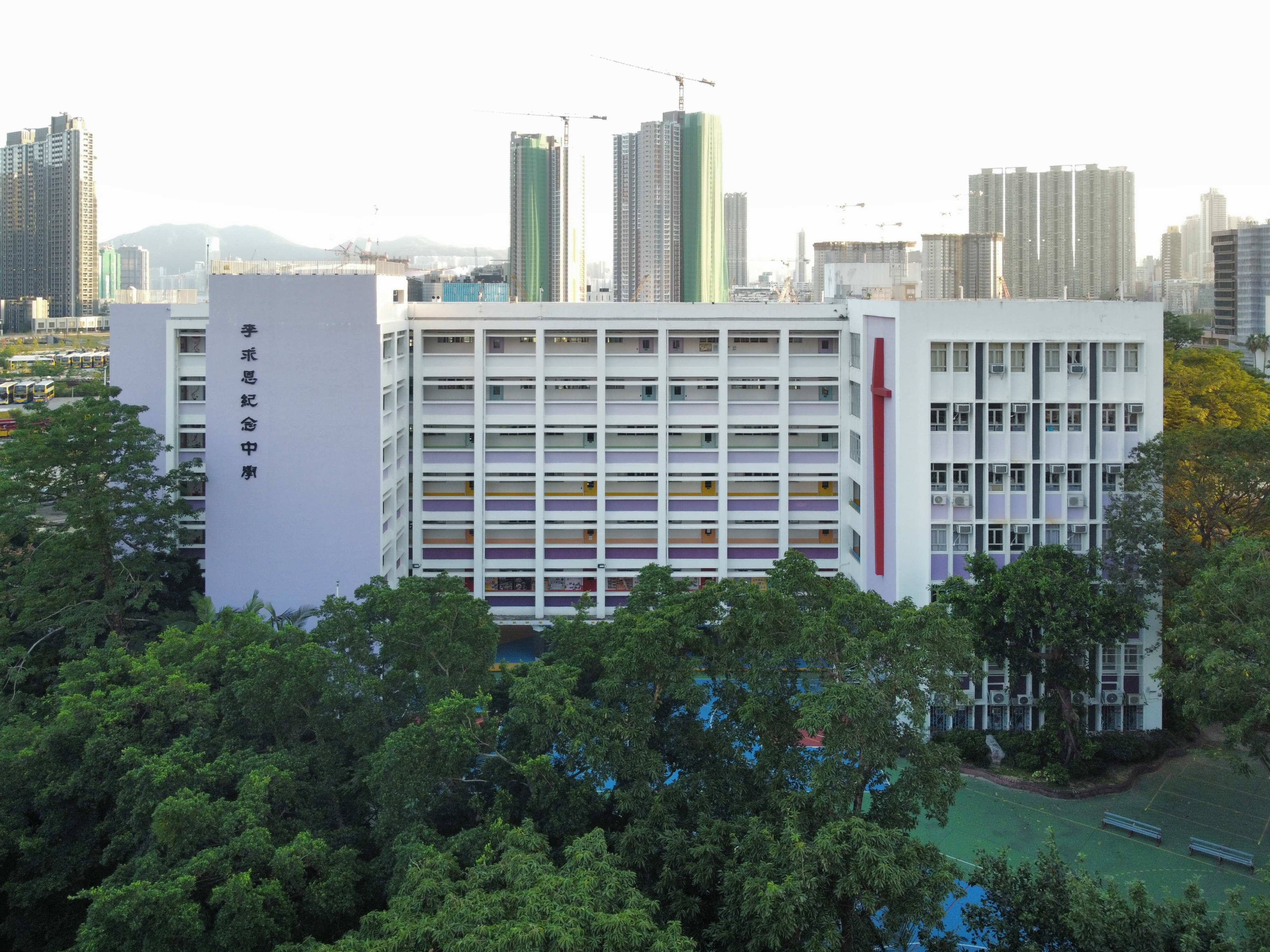
校舍舊翼北面

## 校外活動及獎項
- 2016年聖約翰救傷隊檢閱制服比賽：[11]
  - 蒙巴頓護士隊：「香港及九龍總區」急救比賽第一名、護病學比賽第一名、制服檢閱比賽第二名、步操比賽第二名、全場總成績亞軍
- 聖約翰救傷隊：「香港及九龍總區」急救比賽第三名
- 2009年維園城市論壇：該校學生於2009年5月31日出席於維園舉行的城市論壇，並即場發表意見。

## 著名/傑出校友
教育及文化界
- 陳新滋，JP：前香港浸會大學校長（1971年中五）[12]
- 廖亞全：前宣道會陳朱素華紀念中學校長，現為香港浸信宣道會聯會主席
- 邱立本：亞洲周刊總編輯（1967年中五）[13]
- 王香生：香港中文大學教育學院體育運動科學系主任及教授
- 周勤才：前香港補習名師（1972年中五）
- 卓伯棠：前香港浸會大學電影學院總監、教授、院長（1967年中五，1968年中六）[13][14]
- 張漢揚：香港城市大學生物及化學系副教授
- 鄭明仁：已故前蘋果日報總編輯
- 梁炳華：中國歷史教育學會主席、前中聖書院校長
- 麥燕庭：前香港記者協會主席
- 盧萬方：香港中文大學中國語文及中國文化系教學顧問
- 劉耀增：前香海正覺蓮社佛教正覺中學校長
- 賴炳華：前李求恩紀念中學校長，現為東莞暨大港澳子弟學校總校長
- 張欽龍：循道衞理聯合教會李惠利中學校長
- 邱靄賢：前大埔官立中學校長（1966年中五）[15]

政治、社會及公共事務
- 劉細良，JP：前中央政策組顧問（1984年中七）
- 黃志明：前油尖旺區旺角區議員（1985年至1994年）及港事顧問（1994年起至1997年之前）（1967年中六）[16]
- 陳香屏，SBS，JP：前法律援助署署長
- 陳永光：香港立法會議員（選舉委員會）及香港中文大學中醫學院客座副教授（1983年中五）

演藝界
- 謝天華：香港男藝員（1984年中五）
- 黃貫中：前Beyond樂隊結他手、著名歌手、音樂創作人
- 甄穎珊：香港女藝人、女子組合Freeze成員之一
- 吳國敬：香港著名男歌手、作曲人、藝人
- 潘源良：著名填詞人、電影編劇、導演、有線足球評述員
- 鍾煌（原名「鍾文姚」）：前無綫電視女藝員
- 梁紹才：有線電視體育評述員
- 葉子楣（原名「葉蘇群」）：香港女演員

體育界
- 陳豪文：香港足球運動員、前南華足球會球員

商界
- 謝炳順：皇上皇集團主席
- 吳興良：德勤中國金融服務業併購合夥人
- 李光華：九龍總商會監事長、永遠會長[17]

## 註解
1. ↑  現為文理書院（九龍）。

## 外部連結
- 李求恩紀念中學官方網站 （页面存档备份，存于）
- 李求恩紀念中學金禧校慶網站 （页面存档备份，存于）
- 李求恩紀念中學畢業生成就 （页面存档备份，存于）